# Hubert de Chevigny
Pour les articles homonymes, voir Chevigny.

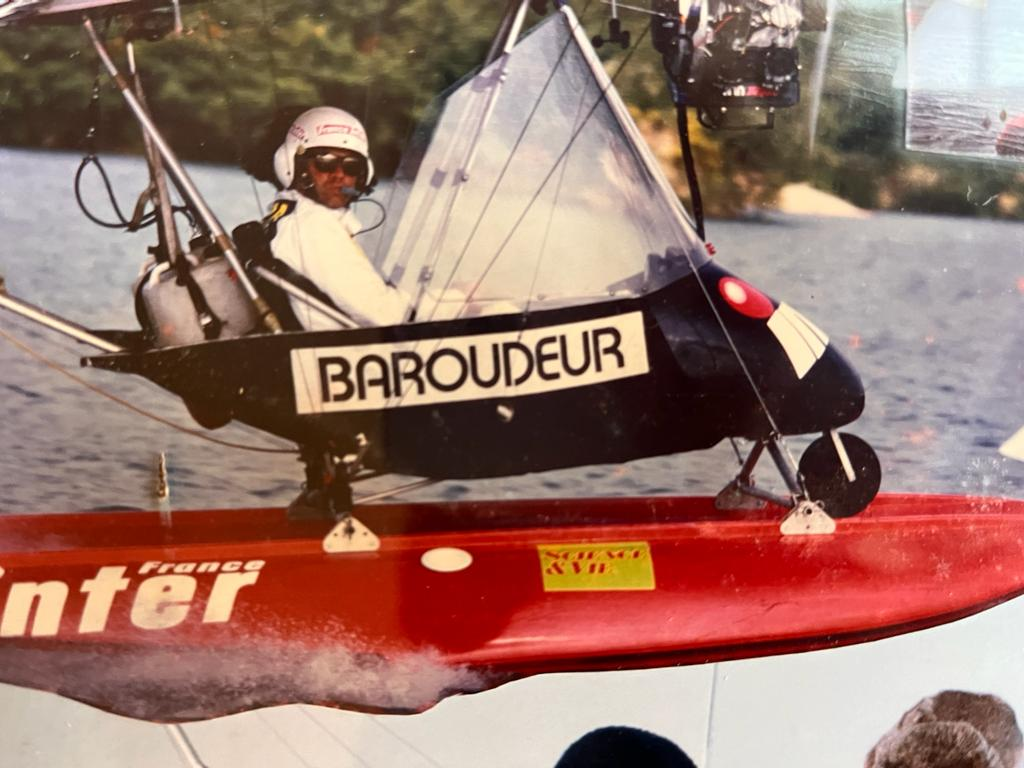
Hubert de Chevigny pilotant un Baroudeur sur flotteurs vers 1985

Hubert de Boissonneaux de Chevigny, né le 17 août 1949 à Colmey (Meurthe-et-Moselle) et mort le 27 décembre 2022 à Ars-Laquenexy,, est un aviateur, explorateur, concepteur d'avion, conférencier français. 

## Biographie
Après deux ans de formation à l'École des Barres dans le Loiret, il étudie à la Faculté de Foresterie de l'université Laval à Québec (Canada), où il devient ingénieur forestier. Passionné de voile et de vol libre dans les années 1970, il contribue à la diffusion de l'ULM en France à partir de 1980 à travers une petite société, ULM SARL, qui commercialise plusieurs appareils pendulaires et trois-axes, y compris sur flotteurs, et participe aux grandes étapes du développement de cette discipline.
Il est le premier pilote à atteindre le pôle Nord magnétique en ULM en 1982 en accompagnant l'expédition de Janusz Kurbiel à bord du bateau Vagabond (son ULM permet de repérer les passages libres dans les glaces), puis le pôle Nord géographique en 1987 en compagnie de Nicolas Hulot, après une tentative avortée en 1986. Cette année-là, les deux explorateurs pilotaient des ULM de type Baroudeur. En 1987, Nicolas Hulot pilotait un Mistral tandis que Hubert de Chevigny pilotait un ULM Avid Flyer (en).

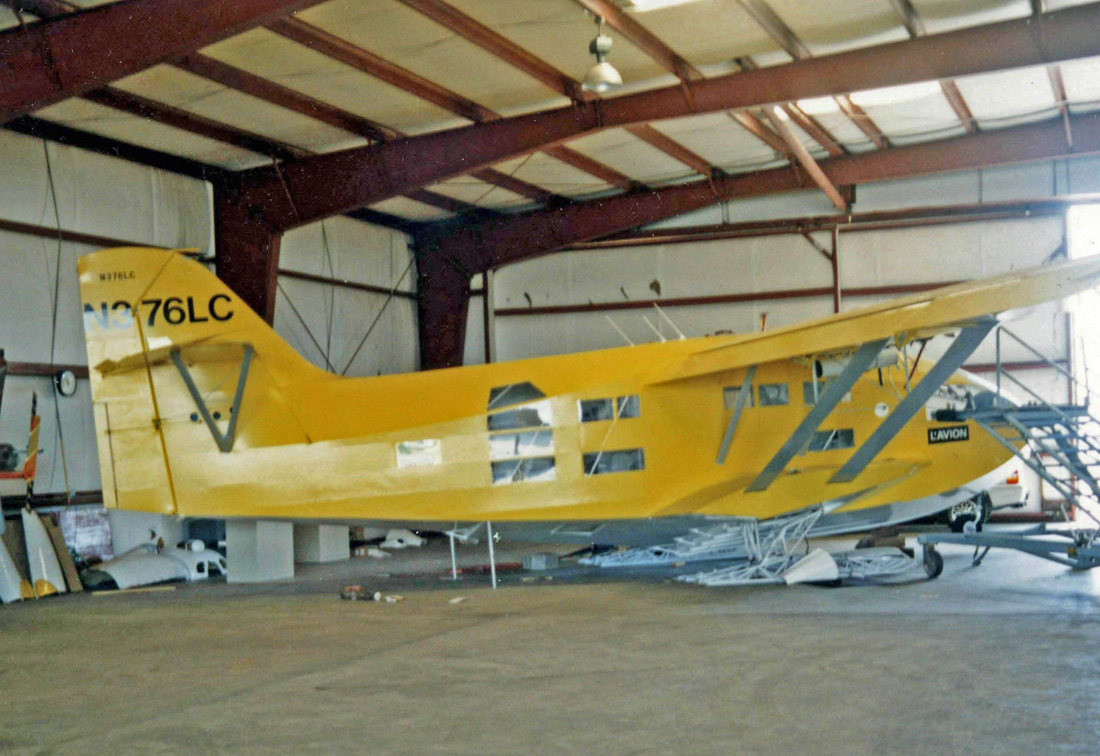
Second avion Explorer conçu par Hubert de Chevigny en 1995

Après l'expédition polaire réussie de 1987, Hubert de Chevigny contribue au tournage de plusieurs émissions Ushuaïa, notamment en Afrique australe, puis se lance dans la conception d'un avion habitable et tout-terrain à grand rayon d'action, Explorer, qu'il fait réaliser dans les ateliers de Dean Wilson dans l'Idaho. Le premier exemplaire, Explorer 1 (N376DT), destiné à la Fondation Ushuaïa et à TF1 pour Nicolas Hulot, ne vole que pendant l'été 1991 avant un crash en Colombie-Britannique. Le deuxième exemplaire, Explorer 2 (N376LC), est utilisé par Canal Plus pour l'émission Dans la nature de Stéphane Peyron, avec le surnom « L'Avion ». Habitable par sept personnes, il tourne notamment en Terre de Feu et sur la Grande Barrière de corail.
En 2001, Hubert de Chevigny retourne au pôle Nord en compagnie de Gérard d'Aboville à bord d'un avion Private Explorer (aussi appelé Explorer Ellipse ou mini-Explorer) de sa conception, également réalisé dans l'Idaho. L'expédition consistait à atteindre le pôle nord à la navigation astronomique, sextant et compas solaire, sans l'aide d'instruments GPS.
Dans la décennie qui suit, Hubert de Chevigny participe au développement de La Guilde, qu'il a présidée de 1996 à 2010, ainsi qu'au Festival Les Écrans de l'aventure, mais aussi à l'Aéro-club de France. Il intervient comme consultant sur plusieurs expéditions, comme Total Pole Airship conduite par Jean-Louis Étienne mais à la suite de désaccords, quitte le projet quelques semaines avant le crash du dirigeable qui devait aller sonder la banquise polaire.
En 2011, il crée l'association Metz a du cœur, en soutien au docteur Pierre-Michel Roux, chef du service de chirurgie cardiaque du CHR de Metz, révoqué à tort en 2010 pour surmortalité puis blanchi et réintégré en 2017. Le Dr Roux l'avait opéré pour un quadruple pontage coronarien,.
Hubert de Chevigny était propriétaire du château de Martigny à Colmey, maison de famille transformée en chambres d’hôtes à partir de 2014.
Atteint d'un cancer foudroyant, il meurt le 27 décembre 2022 à l'hôpital de Metz entouré de sa famille.

## Fonctions
- Président de la Guilde européenne du raid (1996-2010)[14].
- Membre du conseil d'administration de l'Aéro-Club de France.
- Organisateur des Écrans de l'aventure.
- Président de Metz a du cœur.
- Membre du conseil d'administration de Fransylva 54.
- Président du conseil d'administration de Fransylva 57.